# Колокольня Морхеда-Паттерсона
Колокольня Морхеда-Паттерсона (англ. Morehead-Patterson Bell Tower) ― колокольня, расположенная на территории кампуса Университета Северной Каролины в Чапел-Хилле (UNC). Высота строения ― 52 метра. На каждой из четырёх сторон башни располагаются часы с римскими цифрами. На вершине колокольни, увенчанной шпилем конической структуры, находится смотровая площадка. Территория вокруг колокольни окружена живой изгородью и газоном, разработанным профессором ботаники университета Уильямом Кокером, который также был основателем дендрария на территории университета.

## История
Идея возведения колокольни на территории кампуса Университета Северной Каролины в Чапел-Хилле была первоначально предложена Джоном Мотли Морхедом III в 1920-х годах, однако руководством университета несколько раз откладывало её принятие из-за споров по поводу её возможного расположения. В конце концов инициатива была окончательно одобрена, а само строительство стало возможно благодаря двум спонсорам: Джону Морхеду III и Руфусу Ленуару Паттерсону II. Башня была спроектирована архитектурной фирмой McKim, Mead & White.
Торжественная церемония открытия башни была проведена в день благодарения 1931 года при участии губернатора штата Северной Каролины Оливера Макса Гарднера.

## Звонница
Первоначально в звоннице висели двенадцать колоколов, изготовленных Meneely Bell Foundry в 1931 году. В настоящее время она оснащена четырнадцатью механизированными колоколами (ещё два колокола литейной фирмы Petit &amp; Fritsen были установлены в 1998 году). На два крупнейших колокола нанесены имена выдающихся деятелей университета: губернатора Джона Мотли Морхеда и Уильяма Ленуара.